# 메타인지
메타인지(meta認知, 영어: metacognition) 또는 상위인지는 자신의 인지 과정에 대해 한 차원 높은 시각에서 관찰 · 발견 · 통제 · 판단하는 정신 작용으로 '인식에 대한 인식', '생각에 대한 생각', '다른 사람의 의식에 대해 의식', 그리고 고차원의 생각하는 기술(higher-order thinking skills)이다. 단어의 어원은 메타에서 왔다. 메타인지는 다양한 형태를 취할 수 있다; 배움 혹은 문제해결을 위한 특별한 전략들을 언제 그리고 어떻게 사용하느냐에 관한 지식을 포함한다. 일반적으로 메타인지에는 두 가지의 구성 요소가 있다: (1)인식에 대한 지식과 (2)인식에 대한 규제이다. 쉽게 말해 자신이 무엇을 알고 무엇을 모르는지 아는 것, 자신의 생각(인지)에 대해 판단하는 자기 인지 능력을 뜻한다.
연상 기호적 전략과 기억에 관한 지식으로 정의되는 메타메모리는 메타인지의 특별히 중요한 형태이다. 여러 문화를 아우르는 메타인지 처리에 관한 학술 연구는 초기 단계이지만, 교사들과 학생들 사이의 비교 문화 학습(cross-cultural learning)에서 추가적인 연구들이 좋은 결과물을 제공할 수 있겠다는 조짐들이 있다.
메타인지에 관한 글은 그리스 철학자 아리스토텔레스(기원전 384~322)의 두 작품인 On the Soul과 Parva Naturalia까지 거슬러 올라간다.

## 정의
이런 높은 수준의 인지는 미국의 발달 심리학자 인 John H. Flavell (1976)에 의해 메타 인지라고 정의되었다.
메타인지라는 용어는 말그대로 '인지 이상의 것'을 의미하며,인지에 대한 인지를 가리키거나, 보다 비격식적으로는 생각에 대해 생각하는 것을 의미한다. Flavell은 메타인지를 인지 및 인지의 제어에 대한 지식으로 정의했다. 예를 들어, 어떤 사람이 B보다 A를 배우는 데 더 많은 문제가 있음을 알아차리거나, 사실로 받아들이 기 전에 C를 다시 확인해야한다고 생각하면 메타인지를 활용한 것이다. J. H. Flavell (1976, 232 쪽). Andreas Demetriou의 이론 (신 피아제 인지발달이론 중 하나)은 인간 정신의 필수 구성 요소로 간주되는 자기 모니터링, 자기 표현 및 자기 조절 과정을 지칭하기 위해 과인지(Hyper-Cognition)라는 용어를 사용했다. 더욱이, 그의 동료들과 함께, 그는 이러한 과정이 전통적으로 유동지능(Fluid and crystallized intelligence)을 구성하는 것으로 간주되었던 처리 효율성 및 추론과 함께 일반 지능에 관여한다는 것을 보여주었다.
메타인지에는 학습 기술, 기억력 및 학습 모니터링 능력과 같은 자신의 사고과정에 대해 생각하는 것도 포함된다. 이 개념은 실질적인 교육과 함께 명시적으로 가르칠 필요가 있다.
메타인지 지식은 자신의 인지과정과 학습을 극대화하기 위해 그 과정을 조절하는 방법에 대한 이해다.
메타인지 지식의 몇가지 유형은 다음과 같다:
- 내용 지식(선언적 지식)은 수업에서 과목에 대한 자신의 지식을 평가하는 학생과 같이, 자신의 능력을 이해하는 능력이다. 모든 메타인지가 정확하지는 않는다. 연구에 따르면 학생들은 그들 자신과 개념에 대한 전반적인 지식을 평가할 때 이해력이 부족하다고 착각하는 경우가 많다.[10] 또한, 잘 수행했다는 자신감이 더 커지면 학업수행에 대한 메타인지 판단의 정확도가 떨어진다.[11]
- 과제 지식(절차적 지식)은 과제의 내용, 길이 및 유형에 따라 과제의 난이도를 인식하는 방법이다. 내용 지식에 언급 된 연구는, 작업에 대한 전반적인 성과와 관련된 '작업의 어려움을 평가하는 능력'도 다루고있다. 다시 말해, 자신의 방식이 더 좋고/쉽다고 생각하는 학생들이 평가에서 더 나빠지는 것으로 보이며, 이런 과제 지식의 정확성이 왜곡된다. 엄격하고 지속적인 평가를받은 학생들은 자신감은 없지만 초기 평가에서 더 나은 결과를 보였다.
- 전략적 지식(조건부 지식)은 정보를 배우기 위해 전략을 사용하는 능력이다. 어린 아이들은 이것에 특히 능숙하지 않다. 효과적인 전략에 대한 이해를 발전시키기 시작하는 것은 초등학교 고학년부터이다.

메타인지는 기억 모니터링 및 자기 조절, 메타 추론, 의식 / 인식 및 자율 의식 / 자의식의 연구를 포괄하는 일반적인 용어이다. 실제로 이러한 능력은 자신의인지를 조절하고, 생각하고, 학습하는 잠재력을 극대화하고 적절한 윤리 / 도덕적 규칙을 평가하는 데 사용된다. 또한 인식이 높아짐에 따라 주어진 상황에 대한 응답 시간을 단축하고 잠재적으로 문제 또는 작업을 완료하는 데 걸리는 시간을 줄일 수 있다.
실험 심리학의 영역에서 메타인지 (TO Nelson & L. Narens가 제안)의 영향력있는 구별은 모니터링 (자신의 기억의 강도에 대한 판단을 내리는 것)과 그러한 판단을 사용하여 행동을 안내하는 (특히, 연구 선택). Dunlosky, Serra 및 Baker (2007)는이 영역의 결과를 응용 연구의 다른 영역에 적용할 수 있는 방법에 초점을 맞춘 메타 메모리 연구의 검토에서 이러한 차이를 다루었다.
인지신경과학 영역에서 메타인지 모니터링 및 제어는 다른 피질 영역에서 감각 신호를 수신 (모니터링)하고 피드백 루프를 사용하여 제어를 구현하는 전전두 피질의 기능으로 간주되었다 (Schwartz & Bacon 및 Shimamura의 장 참조). Dunlosky & Bjork, 2008).
메타인지는 인공 지능과 모델링 분야에서 연구된다. 따라서 그것은 창발적인 체계의 관심 영역이다.

## 구성 요소
메타인지는 세 가지 요소로 분류된다.
1. 메타인지 지식(메타인지 인식이라고도 함)은 개인이 인지 처리자로서 자신과 타인에 대해 알고 있는 것을 말한다.
2. 메타인지 조절은 사람들이 학습을 통제하는 데 도움이되는 일련의 활동을 통해 인지 및 학습 경험을 조절하는 것이다.
3. 메타인지 경험은 현재의 지속적인 인지 노력과 관련이 있는 경험이다.

메타인지는 학습 상황에서 사용되는 사고 과정에 대한 적극적인 통제를 포함하는 사고 수준을 말한다. 학습 과제에 접근하는 방법을 계획하고, 이해도를 모니터링하고, 과제 완료를 향한 진행 상황을 평가한다. 이것은 본질적으로 메타인지 기술이다.
메타인지는 메타인지 지식을 고려할 때 적어도 세 가지 유형의 메타인지 인식을 포함한다.
1. 선언적 지식 : 학습자로서 자신에 대한 지식과 자신의 수행 능력에 영향을 미칠 수있는 요소에 대한 지식을 말한다.[2] 선언적 지식은 "세계 지식"이라고도한다.[14]
2. 절차적 지식 : 일을하는 것에 대한 지식을 말한다. 이러한 유형의 지식은 휴리스틱과 전략으로 표시된다.[2] 높은 수준의 절차 지식을 통해 개인이 작업을보다 자동으로 수행할 수 있다. 이는보다 효율적으로 액세스 할 수 있는 다양한 전략을 통해 달성된다.[15]
3. 조건부 지식 : 선언적 및 절차적 지식을 사용할 시기와 그 이유를 아는 것을 말한다.[16] 학생들이 전략을 사용할 때 자원을 할당 할 수 있다. 이것은 차례로 전략이 더 효과적이게 되도록 한다.[17]

메타인지 지식과 유사하게, 메타인지 조절 또는 "인지 조절"은 필수적인 세 가지 기술을 포함한다.
1. 계획 : 적절한 전략 선택과 작업 수행에 영향을 미치는 자원의 올바른 할당을 의미한다.
2. 모니터링 : 이해력 및 작업 수행에 대한 인식을 말한다.
3. 평가 : 작업의 최종 결과물과 작업이 수행된 효율성을 평가하는 것을 말한다. 여기에는 사용된 전략 재평가가 포함될 수 있다.
비슷하게, 과제를 완료하기 위한 동기를 유지하는 것도 메타인지 기술이다. 내부 및 외부의 산만한 자극을 인식하고 시간이 지남에 따라 노력을 지속하는 능력은 메타인지 또는 실행 기능도 포함한다. 메타인지가 성공적인 학습에 중요한 역할을 한다는 이론은 학생과 교사 모두가 이를 입증하는 것이 중요하다는 것을 의미한다.
사전 테스트, 자기 평가 및 학습 계획 작성을 포함한 메타인지 훈련을받은 학생들은 시험에서 더 잘 수행되었다. 그들은 "직업에 적합한 도구"를 활용하고 효과에 대한 인식을 바탕으로 학습 전략과 기술을 수정하는 자율 학습자이다. 높은 수준의 메타인지 지식과 기술을 가진 개인은 가능한 한 빨리 학습의 블록을 식별하고 목표 달성을 보장하기 위해 "도구"또는 전략을 변경한다. Swanson (1990)은 5 학년과 6 학년 학생들의 문제 해결을 비교할 때 메타인지 지식이 IQ와 사전 지식 부족을 보상 할 수 있음을 발견했다. 높은인지 능력을 가진 학생들은 적은 수의 전략을 사용했지만 IQ 나 사전 지식에 관계없이 낮은인지 능력을 가진 학생들보다 더 효과적으로 문제를 해결 한 것으로보고되었다. 대학 강의 중에 문자 메시지를 보내는 학생들을 조사한 한 연구에서 메타인지 능력이 높은 학생들은 수업에서 휴대 전화를 사용하는걸로 학습에 영향을 미칠 가능성이 다른 학생들보다 적다고 제안되었다.
"현대 사회 문제의 근본적인 원인은 어리석은 사람은 확신에 차있고 지능적인 사람은 의심으로 가득 차 있다는 것이다."
— 버트런드 러셀
메타인지자는 자신의 강점과 약점, 당면한 작업의 성격, 사용 가능한 "도구"또는 기술을 알고 있다. 보다 광범위한 "도구"레퍼토리도 목표 달성에 도움이된다. "도구"가 일반적이고 일반적이며 문맥에 독립적 인 경우 다양한 유형의 학습 상황에서 유용 할 가능성이 높다.
메타인지의 또 다른 차이점은 경영 관리와 전략적 지식이다. 경영 관리 프로세스에는 자신의 사고 프로세스와 제품을 계획, 모니터링, 평가 및 수정하는 작업이 포함된다. 전략적 지식은 무엇을 (사실적 또는 선언적 지식), 언제, 왜 (조건부 또는 맥락적 지식) 아는 것, 방법 (절차적 또는 방법론적 지식)을 아는 것을 포함한다. 경영진과 전략적 지식 메타인지는 모두 자신의 사고와 학습을 스스로 조절하는 데 필요하다.
마지막으로, 도메인 일반 및 도메인 특정 메타인지 기술 사이에는 구별이 없다. 즉, 메타인지 기술은 본질적으로 도메인 전체이며 특정 주제 영역에 대한 특정 기술이 없다. 에세이를 검토하는 데 사용되는 메타인지 기술은 수학 문제에 대한 답을 확인하는 데 사용되는 기술과 동일하다.

## 사회적 메타인지
메타인지는 지금까지 자아와 관련하여 논의되었지만,이 분야의 최근 연구는 이 견해가 지나치게 제한적이라고 제안했다. 대신 메타인지 연구에는 다른 사람의 정신적 과정에 대한 신념, 그러한 신념에 대한 문화의 영향, 우리 자신에 대한 신념도 포함되어야한다고 주장된다. 이러한 "확장주의적 관점"은 동일한 개념에 영향을 미치는 상황 적 규범과 문화적 기대를 고려하지 않고는 메타인지를 완전히 이해하는 것이 불가능하다고 제안한다. 이러한 사회 심리학과 메타인지의 조합을 사회 메타인지라고한다.
사회적 메타인지에는 사회인지와 관련된 아이디어와 인식이 포함될 수 있다. 또한 사회적 메타인지에는 다른 사람의 인식과 감정 상태를 판단하는 것과 같이 다른 사람의 인식을 판단하는 것이 포함될 수 있다. 이것은 부분적으로 다른 사람을 판단하는 과정이 자신을 판단하는 것과 유사하기 때문이다. 그러나 개인은 자신이 판단하는 사람들에 대한 정보가 부족하다. 따라서 다른 사람을 판단하는 것은 더 부정확한 경향이 있다. 유사한 인식을 갖는 것은 이러한 부정확성을 완충할 수 있으며 팀이나 조직은 물론 대인 관계에도 도움이 될 수 있다.

### 사회적 메타인지와 자기 개념
사회적 메타인지와 자기 개념 사이의 상호 작용의 예는 자기에 대한 암묵적인 이론을 조사하는 데 있다. 암묵적 이론은 자아가 어떻게 작동하는지에 대한 광범위한 구성을 포괄 할 수 있지만 여기서는 특히 두 가지가 관련이 있다. 실체 이론과 증분주의 이론. 개체 이론은 개인의 자기 속성과 능력이 고정되고 안정적이라고 제안하는 반면 점 진주의 이론은 이러한 동일한 구성이 노력과 경험을 통해 변경될 수 있다고 제안한다. 실체 이론가들은 상황이 자신의 통제를 벗어난다고 느낄 수 있기 때문에 (즉, 상황을 개선하기 위해 할 수 있는 일이 없음) 쉽게 포기할 수 있으므로 학습 된 무력감에 취약한다. 점진적 이론가들은 실패에 직면했을 때 다르게 반응한다. 그들은 도전을 마스터하기를 원하므로 숙달 지향적 패턴을 채택한다. 그들은 즉시 작업에 다르게 접근 할 수 있는 다양한 방법을 고려하기 시작했으며 노력을 강화한다. 문화적 신념도 이것에 영향을 미칠 수 있다. 예를 들어, 기억 상실이 노년의 피할 수 없는 결과라는 문화적 신념을 받아 들인 사람은 나이가 들어감에 따라 인지적으로 까다로운 작업을 피할 수 있으므로 인지 능력 저하가 가속화된다. 마찬가지로, 여성이 수학을 잘하지 못한다는 고정 관념을 알고있는 여성은 수학적 능력 테스트에서 더 나쁘게 수행하거나 수학을 아예 피할 수 있다. 이러한 예는 사람들이 자신에 대해 갖고있는 메타 인 지적 신념 (사회적으로 또는 문화적으로 전달될 수 있음)이 지속성, 수행 및 동기 부여에 중요한 영향을 미칠 수 있음을 보여준다.

### 사회적 메타인지의 기능으로서의 태도
개인이 태도에 대해 생각하는 방식은 행동 방식에 큰 영향을 미친다. 태도에 대한 메타인지는 개인이 행동하는 방식, 특히 다른 사람과 상호 작용하는 방식에 영향을준다.
태도의 메타 인 지적 특성에는 중요성, 확실성, 지각 된 지식이 포함되며 행동에 다양한 방식으로 영향을 미친다.태도의 중요성은 행동의 가장 강력한 예측 인자이며 개인의 행동을 찾는 정보를 예측할 수 있다. 태도의 중요성은 태도의 확실성보다 행동에 영향을 미칠 가능성이 더 높다.투표와 같은 사회적 행동을 고려할 때 사람의 중요성은 높지만 확실성은 낮다. 이는 투표할 대상이 확실하지 않더라도 투표할 가능성이 있음을 의미한다. 한편, 누구에게 투표하고 싶은지 매우 확신하는 사람은 중요도가 낮은 경우 실제로 투표하지 않을 수 있다. 이것은 대인 관계에도 적용된다. 가족에 대해 많은 호의적 인 지식을 가지고있을 수 있지만 중요도가 낮은 경우 가족과 가까운 관계를 유지하지 못할 수 있다.
태도의 메타 인 지적 특성은 태도가 어떻게 변하는 지 이해하는 데 중요 할 수 있다. 연구에 따르면 긍정적 또는 부정적 사고의 빈도가 태도 변화의 가장 큰 요인이라고한다.기후 변화가 일어나고 있다고 믿지만 '기후 변화 책임을 받아 들인다면 생활 방식을 바꿔야 한다'는 부정적인 생각이 들 수도 있다. 이 사람들은 "전기를 덜 사용함으로써 지구를 돕겠다"와 같은 동일한 문제에 대해 긍정적으로 생각하는 사람에 비해 행동을 바꾸지 않을 것이다.
행동 변화의 가능성을 높이는 또 다른 방법은 태도의 근원에 영향을주는 것이다. 개인의 개인적인 생각과 생각은 다른 사람의 생각에 비해 태도에 훨씬 더 큰 영향을 미친다.따라서 사람들이 생활 방식의 변화가 자신에서 비롯된 것이라고 생각할 때 그 변화가 친구 나 가족에게서 오는 것보다 그 영향이 더 강력한다. 이러한 생각은 "금연은 우리 가족에게 중요하다"라기보다 "금연이 나에게 중요하기 때문에 금연하고 싶다"와 같이 개인적 중요성을 강조하는 방식으로 재구성 될 수 있다. 문화의 차이와 집단 이념의 중요성에 대한 더 많은 연구가 필요하며, 이는 이러한 결과를 바꿀 수 있다.

### 사회적 메타인지와 고정 관념
사람들은 자신의 고정 관념에 대한 적절성, 정당성 및 사회적 판단 가능성에 대해 이중적 인식을 가지고 있다. 사람들은 고정관념적인 판단을 내리는 것이 일반적으로 용납될 수 없다는 것을 알고있고, 그렇게 하지 않으려고 의식적으로 노력한다. 미묘한 사회적 단서는 이러한 의식적인 노력에 영향을 미칠 수 있다. 예를 들어, 다른 사람을 판단하는 능력에 대한 잘못된 확신이 주어지면 사람들은 사회적 고정 관념에 의존하게 될 것이다. 문화적 배경은 고정 관념을 포함하여 사회적 메타인지적 가정에 영향을 미친다. 예를 들어, 나이가 들면서 기억력이 감소한다는 고정 관념이 없는 문화에서는 기억력에 있어 연령에 의한 차이를 보이지 않는다.
다른 사람에 대해 판단할 때, 인간 특성의 안정성 대 유연성에 대한 암묵적 이론은 사회적 고정 관념의 차이도 예측한다. 특성에 대한 실체 이론을 보유하면 사람들이 그룹 구성원 간의 유사성을보고 고정 관념을 활용하는 경향이 증가한다. 예를 들어, 점진적인 신념을 가진 사람들과 비교하여, 특성에 대한 실체적 신념을 가진 사람들은 인종 및 직업 그룹에 대한 고정 관념적 특성 판단을 사용하고 새로운 그룹에 대한 더 극단적 인 특성 판단을 형성한다. 집단에 대한 개인의 가정이 암묵적인 이론과 결합 될 때, 더 고정된 판단이 형성 될 수 있다.다른 사람들이 그들에 대해 가지고 있다고 믿는 고정 관념을 메타고정관념 이라고한다.

### 메타인지 학습 도구의 도출
2018년 EBS의 교육방송연구소는 뉴미디어의 빠른 보급에 따른 학생들의 인지형성 과정의 왜곡에 대한 연구를 진행하고 있었다. 이 때는 전세계적으로 필터버블과 확증편향에 대한 관심이 폭증한 시기였으며 미디어리터러시라는 측면에서 많은 연구결과가 발표되었으며 다큐멘터리도 다수 제작되는 시기이기도 했다.
EBS 보니하니는 매회 1~2만명이 스마트폰으로 참여하는 인기절정의 어린이 TV퀴즈쇼로 토요일과 일요일을 제외한 평일 저녁 6시부터 1시간가량 송출되었다. 생방송으로 진행된 퀴즈쇼에 퀴즈쇼에 참여한 어린이 시청자들이 남긴 방대한 채팅자료는 학생들의 어휘력과 필터버블 및 확증편향의 양상을 연구하기 위한 자료로 활용되었다.
EBS보니하니의 실시간 참여 플랫폼 개발자들 중심으로 필터버블과 확증편향을 극복할 온라인 서비스기술의 개발에 착수했다. 생방송에서 단지 몇 개의 퀴즈만으로 수만명의 참가자 가운데 단독1위를 선별하는 기술이 필요했던 당시 보니하니 제작 상황과 맞물리면서 기숣개발에 탄력을 받았다. 이렇게 개발된 기술은 2023년 "상호작용 토크게임"이라는 한국 특허를 확보했으며 25년엔 미국 특허도 확보했다. 이 기술은 동의율게임이라는 이름으로 명명되었으며 2023년 하반기에 스마트폰을 활용하여 수만명의 참가자가 직접 참여할 수 있도록 플랫폼 서비스로 구현되었다. 동의율게임은 투표게임의 일종으로, 자신과 같은 투표항목에 투표한 사람들의 비율을 정확하게 맞힐수록 높은 점수를 얻게되는 게임이다. 동의율게임은  EBS보니하니가 사실상 종영되면서 방송에 적용되지는 못했다. 동의율게임을 개발하는 과정에서 참가자의 의견예측에 대한 다양한 시도들이 있었으며, KAIST 이광형 총장이 출연하여 "KAIST 미래대화 100년을 향하여"라는 온라인 방송 프로그램이 제작되기도 했다. 동의율게임은 기업등의 조직내 소통과 팀빌딩을 위한 목적의 이벤트에 적극적으로 활용되고 있다. 또한 동의율게임은 대학등 교육당국에서 소통교육 또는 메타인지 자극을 목적으로 사용되고 있다.

## 동물의 메타인지

### 인간이 아닌 영장류

#### 침팬지
Beran, Smith, Perdue (2013)는 침팬지가 정보 탐색 작업에서 메타인지 모니터링을 보여 주었다는 것을 발견했다.그들의 연구에서, 3마리의 언어 훈련을받은 침팬지가 음식을 얻기 위해 키보드를 사용하여 음식 항목의 이름을 지정하도록 요청 받았다. 용기에 담긴 음식은 그들에게 보였거나 내용물을 보기 위해 용기쪽으로 옮겨가야했다. 연구 결과에 따르면 침팬지는 용기에 담긴 음식이 숨겨져있는 경우 먼저 용기에 무엇이 있는지 확인하는 경우가 더 많았다. 그러나 먹이가 보이면 침팬지는 키보드에 직접 접근하여 용기를 다시 보지 않고 음식의 정체를 보고했다. 이런 결과에 따르면, 침팬지는 자신이 본 것을 알고 정보가 불완전 할 때 효과적인 정보 추구 행동을 보여준다.

#### 붉은 털 원숭이(Macaca mulatta)
Morgan et al. (2014)은 히말라야 원숭이가 동일한 기억 과제에 대해 후 향적 및 전향 적 메타인지 판단을 모두 할 수 있는지 조사했다.기억에 대한 원숭이의 신뢰를 평가하기 위해 위험 선택이 도입되었다. 두 마리의 수컷 붉은 털 원숭이 (Macaca mulatta)는 먼저 토큰을 모아 식량 보상을 교환 할 수 있는 컴퓨터화 된 토큰경제작업에서 훈련을 받았다. 원숭이에게 공통 물체의 여러 이미지가 동시에 표시되고 화면에 움직이는 테두리가 나타나 대상을 나타낸다. 프레젠테이션 직후, 대상 이미지와 일부 산만한 요소가 테스트에 표시되었다. 훈련 단계에서 원숭이는 응답 후 즉각적인 피드백을 받았다. 올바른 선택을 하면 두 개의 토큰을 얻을 수 있지만 틀렸다면 두 개의 토큰을 잃었다.
실험 1에서는 회고적 메타 메모리 판단을 테스트하기 위해 응답을 완료 한 후 신뢰 등급을 도입했다. 각 응답 후 원숭이에게 고위험 및 저위험 선택이 제공되었다. 저 위험 옵션을 선택하면 정확성에 관계없이 토큰 하나를 얻을 수 있다. 그들이 고위험을 선택했을 때, 그들은 그 시험에서 그들의 기억 반응이 정확하면 3 개의 토큰으로 보상을 받았지만 잘못된 응답을 하면 3 개의 토큰을 잃었다. Morgan과 동료 (2014)는 두 마리의 붉은 털 원숭이에서 기억 정확도와 위험 선택간에 유의 한 양의 상관 관계를 발견했다. 즉, 기억하는 작업에서 올바르게 응답하면 고위험 옵션을 선택하지만 메모리 작업에서 실패하면 저 위험 옵션을 선택하는 경향이 더 크다.
그런 다음 Morgan et al.(2014) 실험 2에서 원숭이의 전향적 메타인지 모니터링 기술을 조사했다.이 연구는 두 원숭이가 미래 사건에 대한 판단을 측정하기 위해 실제 반응을 하기 전에 저 위험 또는 고위험 신뢰 판단을 하도록 요청받은 것을 제외하고는 동일한 설계를 사용했다. 유사하게, 원숭이는 기억한 작업에서 올바르게 응답하기 전에 고위험 신뢰 판단을 선택하는 경향이 더 많았으며 잘못된 응답을 제공하기 전에 저 위험 옵션을 선택하는 경향이있었다. 이 두 연구는 히말라야 원숭이가 자신의 성능을 정확하게 모니터링 할 수 있고 원숭이의 메타인지 능력의 증거를 제공 할 수 있음을 나타낸다.

### 쥐
인간이 아닌 영장류 외에 다른 동물도 메타인지를 보여준다. Foote와 Crystal (2007)은 쥐가 지각 차별 작업에서 알고있는 것을 알고 있다는 첫 번째 증거를 제공했다. 쥐는 짧은 소음을 짧거나 긴 것으로 분류해야했다. 중간 길이의 일부 소음은 짧거나 길게 구분하기가 어려웠는다. 쥐에게는 일부 시험에 대한 시험을 거부 할 수 있는 옵션이 제공되었지만 다른 시험에 대해서는 응답을 해야했다. 시험을 치르고 올바르게 응답하면 높은 보상을 받지만 소음 분류가 잘못되면 보상을받지 못한다. 그러나 쥐가 시험을 거부하면 더 작은 보상이 보장된다. 결과는 쥐가 소음 차별의 어려움이 증가할 때 시험 응시를 거부할 가능성이 더 높은 것으로 나타 났으며, 이는 쥐가 정답이 없다는 것을 알고 보상을 받기위한 시험을 거부 한 것으로 나타났다. 또 다른 발견은 쥐가 응답을 강요받은 경우에 비해 테스트를 선택했을 때 성능이 더 좋았다는 것이다. 이는 정확도를 높이기 위해 일부 불확실한 시험이 거부되었음을 증명한다.
이러한 반응 패턴은 자신의 정신 상태를 적극적으로 모니터링하기 때문일 수 있다. 또는 환경 신호 연관과 같은 외부 신호를 사용하여 차별 작업에서 행동을 설명 할 수 있다. 쥐는 시간이 지남에 따라 중간 자극과 감소 옵션 사이의 연관성을 배웠을 것이다. 더 긴 응답 지연 시간 또는 자극에 내재된 일부 기능은 테스트를 거부하는 차별적 인 단서 역할을 할 수 있다. 따라서 Templer, Lee 및 Preston (2017)은 쥐가 적응 적으로 메타인지 반응을 할 수 있는지 여부를 평가하기 위해 후각 기반의 샘플 지연 일치 (DMTS) 메모리 작업을 활용했다. 쥐는 먼저 샘플 냄새에 노출되었고 지연 후 거절하거나 네 가지 선택 기억 테스트를 선택했다. 올바른 냄새 선택은 높은 보상과 관련이 있으며 잘못된 선택은 보상이 없다. 거절 옵션에는 작은 보상이 수반되었다.
실험 2에서는 테스트 전에 냄새가없는 메모리 테스트에 일부 "무 샘플"시도가 추가되었다. 그들은 쥐가 내부적으로 기억력을 평가할 수 있다면 제시된 냄새와 비교하여 제시된 샘플 냄새가 없을 때 쥐가 더 자주 감소 할 것이라는 가설을 세웠는다. 또는 거부 옵션이 외부 환경 단서에 의해 동기가 부여 된 경우 사용 가능한 외부 단서가 제공되지 않았기 때문에 쥐가 테스트를 거부 할 가능성이 적는다. 결과는 쥐가 정상적인 샘플 시험에 비해 비 샘플 시험에서 시험을 거부 할 가능성이 더 높았으며, 이는 쥐가 내부 기억 강도를 추적 할 수 있다는 개념을 뒷받침한다.
다른 잠재적 가능성을 배제하기 위해 그들은 또한 샘플링 된 냄새를 두 번 제공하고 학습과 테스트 사이의 유지 간격을 변경하여 기억력을 조작했다. Templer와 동료들 (2017)은 쥐가 표본에 두 번 노출 된 경우 실험을 거부 할 가능성이 적다는 것을 발견하여 이러한 표본에 대한 기억력이 증가했음을 시사한다. 더 오래 지연된 샘플 테스트는 짧은 지연 후 기억이 더 좋아 졌기 때문에 단기 지연 테스트보다 더 자주 거부되었다. 전반적으로, 그들의 일련의 연구는 쥐가 기억하는 것과 잊는 것을 구별 할 수 있고 사용을 거부 할 가능성이 환경적 단서 연관과 같은 외부 단서에 의해 조절되는 가능성을 배제 할 수 있음을 보여주었다.

### 비둘기
비둘기의 메타인지에 대한 연구는 제한된 성공을 보여주었다. Inman and Shettleworth (1999)는 비둘기의 메타인지를 테스트하기 위해 DMTS (Delayed Match to Sample) 절차를 사용했다. 비둘기에게 세 가지 샘플 모양 (삼각형, 정사각형 또는 별) 중 하나를 제시 한 다음 머무름 간격이 끝날 때 화면에 동시에 세 개의 자극이 나타나면 일치하는 샘플을 쪼아야했다. 세 가지 샘플 자극 옆에 일부 시험에서 안전한 키가 제시되어 시험을 거부 할 수 있다. 비둘기는 올바른 키를 쪼아서 높은 보상을, 안전한 키를 쪼아서 중간 수준의 보상을 받았으며, 잘못된 키를 쪼아서 아무것도 얻지 못했다. Inman and Shettleworth (1999)의 첫 번째 실험은 비둘기의 정확도가 낮고 자극 제시와 테스트 사이의 머무름 간격이 증가함에 따라 안전한 키를 선택할 가능성이 더 높다는 것을 발견했다. 그러나 실험 2에서 비둘기에게 시험 단계 전에 탈출 또는 시험을 볼 수있는 옵션이 제시되었을 때, 안전한 키 선택과 더 긴 보유 간격 사이에는 아무런 관계가 없었다. Adams와 Santi (2011)는 또한 비둘기가 조명 기간을 구별하도록 훈련 된 지각 식별 작업에서 DMTS 절차를 사용했다. 비둘기는 초기 테스트 중에 머무름 간격이 증가함에 따라 탈출 옵션을 더 자주 선택하지 않았다. 연장 된 훈련 후에 그들은 어려운 시련에서 벗어나는 법을 배웠는다. 그러나 이러한 패턴은 비둘기가 탈출 반응과 더 긴 체류 지연 사이의 연관성을 배웠을 가능성에 기인 할 수 있다.
DMTS 패러다임 외에도 Castro와 Wasserman (2013)은 비둘기가 같은 다른 차별 작업에서 적응적이고 효율적인 정보 탐색 행동을 나타낼 수 있음을 증명했다. 두 세트의 항목이 서로 동일하거나 다른 두 항목의 배열이 동시에 제시되었다. 비둘기는 난이도가 다른 두 가지 항목 배열을 구별해야했다. 비둘기에게는 "정보"버튼과 "이동"버튼이 제공되어 배열의 항목 수를 늘려서 식별을 쉽게하거나 이동 버튼을 쪼아서 응답하도록 유도 할 수 있다. Castro와 Wasserman은 작업이 어려울수록 비둘기가 차별 작업을 해결하기 위해 정보 버튼을 더 자주 선택한다는 사실을 발견했다. 이 행동 패턴은 비둘기가 작업의 어려움을 내부적으로 평가하고 필요할 때 적극적으로 정보를 검색 할 수 있음을 나타낸다.

### 개
개는 자신이 습득 한 정보에 민감하다는 특정 수준의 메타인지를 보여주었다. Belger & Bräuer (2018)는 불확실한 상황에 직면했을 때 개가 추가 정보를 찾을 수 있는지 여부를 조사했다. 실험자는 개가 보상이 숨겨져있는 곳을 볼 수 있거나 볼 수없는 두 울타리 중 하나 뒤에 보상을 두었다. 그 후, 개들은 울타리 하나를 걸어 다니면서 보상을 찾도록 권장했다. 개들은 보상이 숨겨진 곳을 보았을 때보 다 미끼 과정을 보지 못한 경우 울타리를 선택하기 전에 더 자주 확인했다. 그러나 유인원과는 달리 개는 보상 미끼와 울타리 선택 사이의 지연이 더 길 때 더 많은 점검 행동을 보이지 않았다. 그들의 발견은 개가 정보 검색 행동의 일부 측면을 가지고 있지만 유인원에 비해 유연성이 떨어짐을 시사했다.

### 돌고래
Smith et al. (1995) 돌고래가 청각 역치 패러다임에서 메타인지 모니터링 능력이 있는지 평가했다. 병코 돌고래는 고주파 톤과 저주파 톤을 구별하도록 훈련되었다. 작은 보상과 관련된 일부 시험에서 탈출 옵션을 사용할 수 있었다. 그들의 연구에 따르면 돌고래는 실험이 구별하기 어려울 때 불확실한 반응을 적절하게 사용할 수 있다.

### 논쟁
비인간 영장류, 특히 유인원과 붉은 털 원숭이가 메타인지 제어 및 모니터링 행동을 보인다는 데 의견일치가 있다. 그러나 쥐와 비둘기와 같은 다른 동물에서는 확실한 증거가 덜 수렴 되었다. 일부 연구자들은 이러한 방법을 비판하고 이러한 성능이 낮은 수준의 컨디셔닝 메커니즘에 의해 설명 될 수 있다고 가정했다. 동물들은 단순한 강화 모델을 통해 보상과 외부 자극 사이의 연관성을 배웠다. 그러나 많은 연구에서 강화 모델만으로는 동물의 행동 패턴을 설명 할 수 없다는 사실이 입증되었다. 동물은 구체적인 보상이 없더라도 적응형 메타인지 행동을 보여왔다.

## 전략적 계획수립
메타인지와 유사한 과정은 자기 조절 학습에 대한 논의와 관련하여 특히 어디에나 있다. 자기 조절은 자신의 학습에 대한 인식을보고 추가 학습 방법론을 계획함으로써 메타인지를 요구한다. 세심한 메타인지는 자기 조절이 좋은 학습자의 두드러진 특징이지만 자동 적용을 보장하지는 않는다. 메타인지에 대한 집단적 논의를 강화하는 것은 자기 비판적이고 자기 통제적인 사회 집단의 두드러진 특징이다. 전략 선택 및 적용 활동에는 계획, 확인, 모니터링, 선택, 수정, 평가 등의 지속적인 시도와 관련된 활동이 포함된다.
메타인지는 학습자의 초기 결정이 수년간의 학습 경험을 통해인지에 대한 관련 사실에서 파생된다는 점에서 '안정적'이다. 동시에 학습자의 과제, 동기, 감정 등에 대한 친숙도에 따라 달라진다는 의미에서도 '상황'이된다. 개인은 자신이 사용하고있는 전략에 대한 생각을 규제하고 전략이 적용되는 상황에 따라 조정해야한다. 전문적인 수준에서 이것은 특히 교육 및 의료 전문직에서 성찰적 실천의 개발에 중점을 두었다.
최근에 이 개념은 TESOL 분야의 제 2 외국어 학습자 연구 및 일반적으로 응용 언어학에 적용되었다 (예 : Wenden, 1987; Zhang, 2001, 2010). 이 새로운 발전은 메타인지의 개념이 삼자 이론적 틀 안에서 정교 해지는 Flavell (1979)과 많은 관련이 있다. 학습자 메타인지는 개인 지식, 작업 지식 및 전략 지식을 조사하여 정의하고 조사한다.
Wenden (1991)은 이 프레임 워크를 제안하고 사용했으며 Zhang (2001)은이 접근법을 채택하여 제 2 언어 학습자의 메타인지 또는 메타인지 지식을 조사했다. 학습자 메타인지와 수행 사이의 관계를 탐구하는 것 외에도 연구자들은 메타인지 지향 전략 교육이 읽기 이해에 미치는 영향에도 관심이 있다 (예 : Garner, 1994, 모국어 컨텍스트 및 Chamot, 2005; Zhang, 2010). 이러한 노력은 학습자 자율성, 체계 이론 및 자기조절학습을 개발하는 데 목적이 있다.
메타인지는 사람들이 많은 인지 작업을 보다 효과적으로 수행하도록 도와준다. 메타인지를 촉진하기위한 전략에는 자기 질문 (예 : "이 주제에 대해 이미 무엇을 알고 있습니까? 이전에 이와 같은 문제를 어떻게 해결했습니까?"), 작업을 수행하는 동안 소리내어 생각하고 그래픽 표현 (예 : 개념도, 순서도, 시맨틱 웹)이 포함된다. Carr, 2002는 자신의 생각과 지식을 글로 쓰는 물리적 행위가 메타인지 기술의 발달에 큰 역할을 한다고 주장한다.
전략 평가 매트릭스 (SEM)는 메타인지의 인지 구성 요소에 대한 지식을 향상시키는 데 도움이 될 수 있다. SEM은 특정 전략에 대한 선언적 (열 1), 절차 적 (열 2) 및 조건부 (열 3 및 4) 지식을 식별하여 작동한다. SEM은 개인이 특정 전략에 대한 강점과 약점을 식별하는 데 도움이 될뿐만 아니라 레퍼토리에 추가할 수 있는 새로운 전략을 소개 할 수 있다.
규제 체크리스트 (RC)는 메타인지의 인지 측면의 규제를 개선하는 데 유용한 전략이다. RC는 개인이 자신의 메타인지를 검토 할 수 있는 일련의 생각을 구현하도록 도와준다. King (1991)은 규정 체크리스트를 사용한 5 학년 학생들이 서면 문제 해결, 전략적 질문 및 정교한 정보를 포함한 다양한 질문을 볼 때 통제 학생을 능가한다는 것을 발견했다.
학생들에게 가르칠 수있는 전략의 예로는 단어 분석 기술, 적극적인 읽기 전략, 듣기 기술, 조직화 기술 및 니모닉 장치 만들기가 있다.
Walker와 Walker는 외부 학습 과제와 관련하여 추론 및 처리 전략을 의식적으로 제어하는 마음의 능력을 설명하는 조향인지(Steering Cognition)라는 학교 학습의 메타인지 모델을 개발했다. 연구에 따르면 수학 학습에 참여할 때 사용되는 주의력 및 추론 전략에 대한 메타인지 조절 능력을 가진 학생들은, 과학 또는 영문학 학습에 참여할 때 이러한 전략을 전환하면 중등 학교에서 더 높은 학업 성과와 관련이 있다.

## 메타 전략적 지식
"메타 전략적 지식"(MSK)은 고차원 적 사고 전략에 대한 일반적인 지식으로 정의되는 메타인지의 하위 구성 요소이다. MSK는 "조작되는인지 절차에 대한 일반적인 지식"으로 정의되었다. MSK에 관련된 지식은 "사고 전략에 관한 일반화 및 그리기 규칙"과 사고 전략 "이름 지정"으로 구성된다.
메타 전략 전략의 중요한 의식적 행동은 고차원 적 사고의 형태를 수행하고 있다는 "의식적"인식이다. MSK는 특정 상황에서 사용되는 사고 전략의 유형에 대한 인식이며 다음과 같은 능력으로 구성된다. 사용하지 말아야 할 때 적절한 전략을 사용하지 않을 때의 단점은 무엇이며 어떤 작업 특성이 전략 사용을 요구하는지.
MSK는 개념적 문제에 대한 광범위한 그림을 다룬다. 고차원적 사고라고 하는 이러한 과정을 활용하는 사람들 주변의 물리적 세계를 설명하고 이해하는 규칙을 만든다. 이것은 문제의 구성 요소를 이해하기 위해 복잡한 문제를 분해하는 개인의 능력이다. 이것들은 성찰과 문제 해결을 통해 (주요 문제의) "큰 그림"을 이해하기 위한 빌딩 블록이다.

## 활동
최근 연구에 따르면 스포츠 전문성의 사회적 및 인지적 차원은 메타 인 지적 관점에서 적절하게 설명 될 수 있다. 메타인지 추론 및 심리적 기술 훈련을 포함한 영역 일반 기술의 잠재력은 전문가 수행의 기원에 필수적이다. 더욱이 전문성과 메타인지에 대한 우리의 이해에 대한 정신적 이미지(예 : 정신적 연습)와 주의력 전략(예 : 루틴)의 기여는 주목할 만한다. 행동에 대한 우리의 이해를 밝히는 메타인지의 잠재력은 1996년에 메타주의의 역할을 논의한 Aidan Moran에 의해 처음 강조되었다. 최근 연구 이니셔티브 인 BPS가 지원하는 META라는 연구 세미나 시리즈는 메타 동기, 메타 감정, 사고 및 행동 (메타인지)의 관련 구성의 역할을 탐구하고 있다.

## 정신질환

### 관심의 불꽃
정신 건강의 맥락에서 메타인지는 "자아라는 주관적인 감각을 강화하고 자신의 생각과 감정 중 일부가 질병의 증상이라는 것을 인식하게 하는"과정으로 느슨하게 정의 될 수 있다. 메타인지에 대한 관심은 다른 사람에 비교해서 자신의 정신 상태를 이해하는 개인의 능력과 고통의 원인에 대처할 수 있는 능력에 대한 관심에서 비롯되었다. 개인의 정신 건강 상태에 대한 이러한 통찰력은 전반적인 예후와 회복에 큰 영향을 미칠 수 있다. 메타인지는 인간의 일상적인 기능에 대한 많은 독특한 통찰력을 제공한다. 또한 이러한 통찰력이 부족하면 '정상'기능이 손상된다는 것을 보여준다. 이것은 덜 건강한 기능으로 이어진다. 자폐증 스펙트럼에서는 마음 이론에 깊은 결손이 있다. 알코올 중독자로 식별되는 사람들에게는 인지 제어의 필요성이 불안에 대한 알코올 사용의 독립적인 예측 요인이라는 믿음이 있다. 알코올은 부정적인 인식에 의해 형성된 원치 않는 생각과 감정을 통제하기 위한 대처 전략으로 사용될 수 있다.  이를 자가 투약이라고도 한다.

### 시사점
Adrian Wells와 Gerald Matthews의 이론은 원하지 않는 선택에 직면했을 때 개인이 "객체"와 "메타인지"라는 두 가지 다른 모드로 작동 할 수 있다고 제안한다. 객체 모드는 지각된 자극을 진실로 해석하고, 메타인지 모드는 생각을 가중치와 평가가 필요한 단서로 이해한다. 그들은 쉽게 신뢰할 수 없다. 정신 분열증으로 진단받은 사람들의 메타인지를 높이는데 도움이 맞춤형 심리 치료를 통해 가능하다는 믿음을 불러 일으키는 각 환자 고유의 표적 중재가 있다. 맞춤 치료를 통해 고객은 복잡한 자기 성찰에 참여할 수 있는 더 큰 능력을 개발할 수 있다. 이것은 궁극적으로 환자의 회복 과정에서 중추적 일 수 있다. 강박적 스펙트럼에서 인지적 공식은 장애와 관련된 방해적 사고에 더 많은 관심을 기울이다. "인지적 자의식"은 생각에 주의를 집중시키는 경향이다. 강박 장애 환자는 이러한 "침투적 사고"의 다양한 정도를 예시한다. 범불안장애를 앓고있는 환자들도 인지에 부정적인 사고 과정을 보인다.
인지주의 증후군 (CAS)은 감정 장애의 메타인지 모델을 특징으로 한다 (CAS는 위협의 원인에 지나치게 집중하는 주의 전략과 일치한다).이것은 궁극적으로 고객 자신의 신념을 통해 발전한다. 상위인지모형은 CAS에서 이러한 변화를 수정하려고 시도한다. 이 모델의 기법 중 하나는 주의력 훈련 (ATT)이다.그것은 통제 감과인지 인식으로 걱정과 불안을 줄이도록 설계되었다. ATT는 또한 클라이언트를 교육하여 위협을 감지하고 제어 가능한 현실이 어떻게 보이는지 테스트한다.

## 메타인지적 인공물로서의 예술작품
메타인지의 개념은 독자 반응 비평에도 적용되었다. 소설, 영화, 음악 작품을 포함하는 이야기 예술 작품은 작가가 독자의 신념과 인지 과정을 예측하고 규제하기 위해 고안한 메타인지적 인공물로 특성화된다. 예를 들어, 추리소설의 사건 순서와 그리고 원인과 정체성이 독자에게 드러나는 순서다. Menakhem Perry가 지적했듯이 단순한 질서는 텍스트의 미학적 의미에 심오한 영향을 미친다. 이야기 예술 작품은 자신의 이상적인 수신 과정을 표현한다. 그것들은 작품의 창작자들이 특정한 미학적 효과와 도덕적 효과를 얻기를 원하는 도구의 어떤 것이다.

## 방황하는 마음
마음이 방황하는 것과 메타인지 사이에는 상세하고 역동적인 상호작용이 있다. 메타인지는 떠돌아 다니는 마음을 교정하고, 자연적인 생각을 억제하며, 더 "가치있는"작업에 다시 주의를 집중시키는 역할을 한다.